# バンバラ族

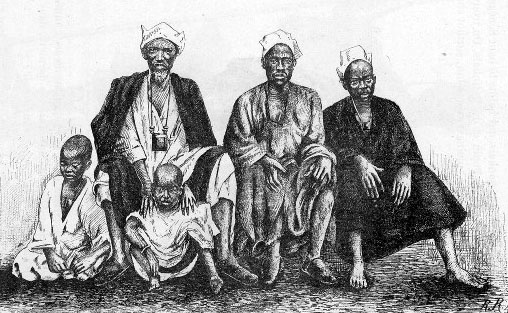
セネガルのバンバラ族

バンバラ族（バンバラぞく、Bambara）は、マリ共和国西部に居住するマンデ系民族。200万人弱という人口はマリにおける最大の部族集団。バンバラ語を介し、同じマンデ語群の言語を介するマリンケ族やデュラ族と同系統に属する。語族としても広く分布しており、マリでのフルフルデ語、ソンガイ語、タマシェク語とともに国語に指定されている。

## 系譜
13世紀に勃興したバンバラ族は14世紀にマリ帝国を築き、一時代を迎えるが、15世紀ごろより衰退をはじめ、統制地域を縮小、17世紀にはニジェール川上流へ移った。その後はニジェール川中流にセグー王国、カールタ王国を形成した。

## 宗教
バンバラとは不信心者を意味し、イスラームへの改宗を拒んだことからそう呼ばれるようになったように、サバンナの動物を讃える独自の宗教文化を形成している。（ただし、現在はイスラム教に改宗している）

## 生活様式
トウジンビエ、モロコシ、フォニオ、ササゲ、バンバラナット、オクラ、ヒョウタン、ゴマ、ワタ、アブラヤシ、シアバターなど多彩な農作物を栽培する農耕民で、交易の核としている。